# Pyrola chlorantha
Pyrola chlorantha là một loài thực vật có hoa trong họ Thạch nam. Loài này được Sw. miêu tả khoa học đầu tiên năm 1810.

## Hình ảnh

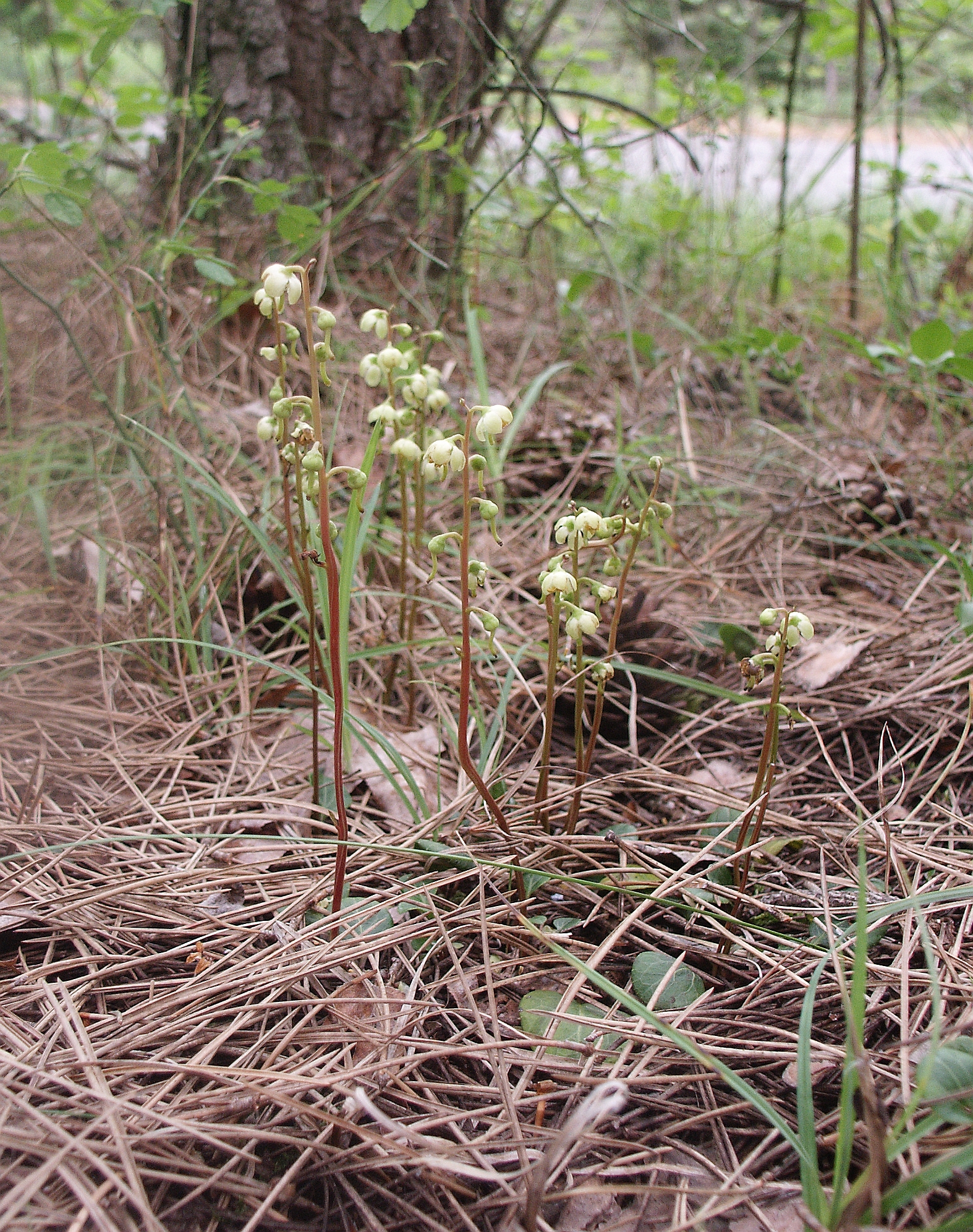
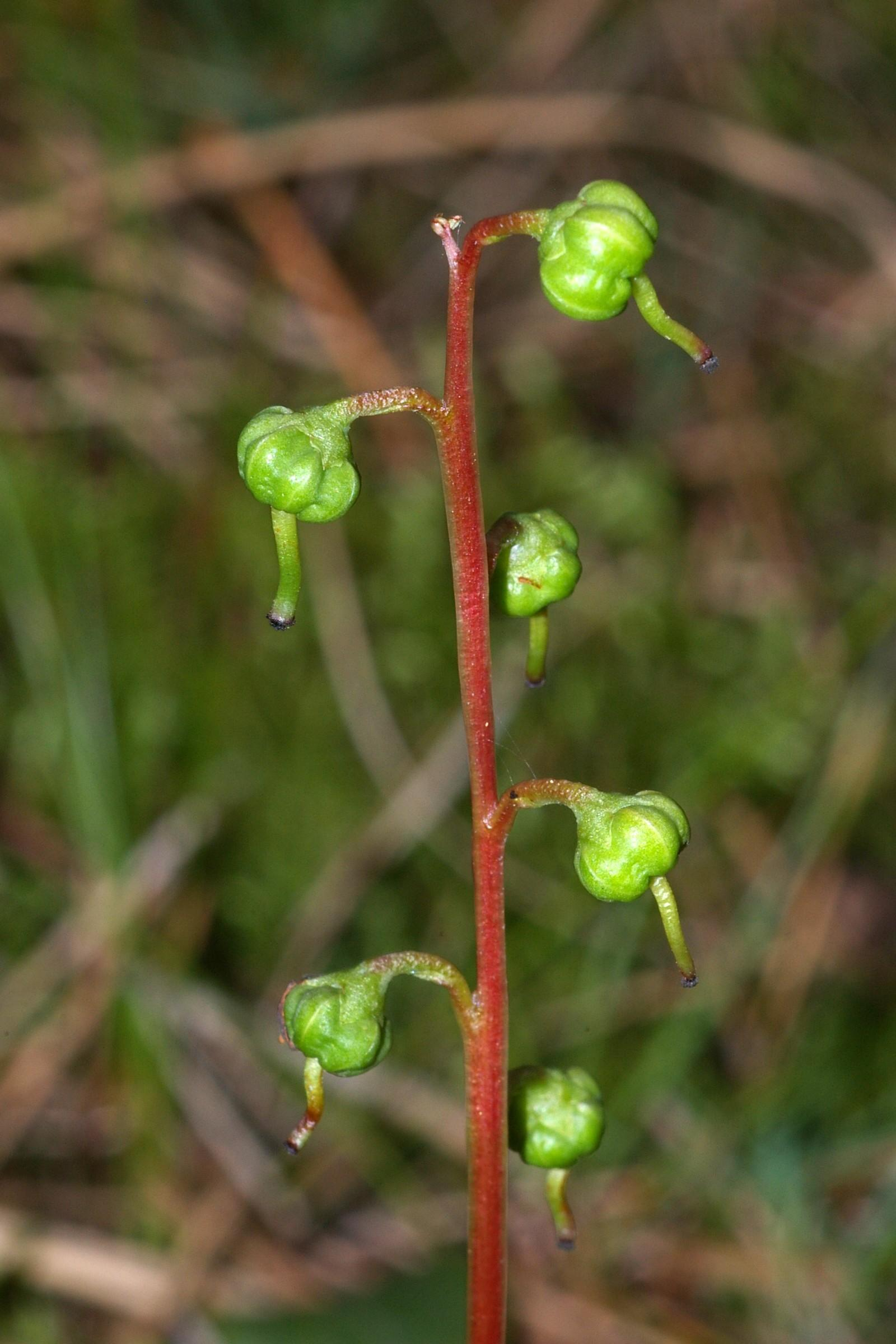
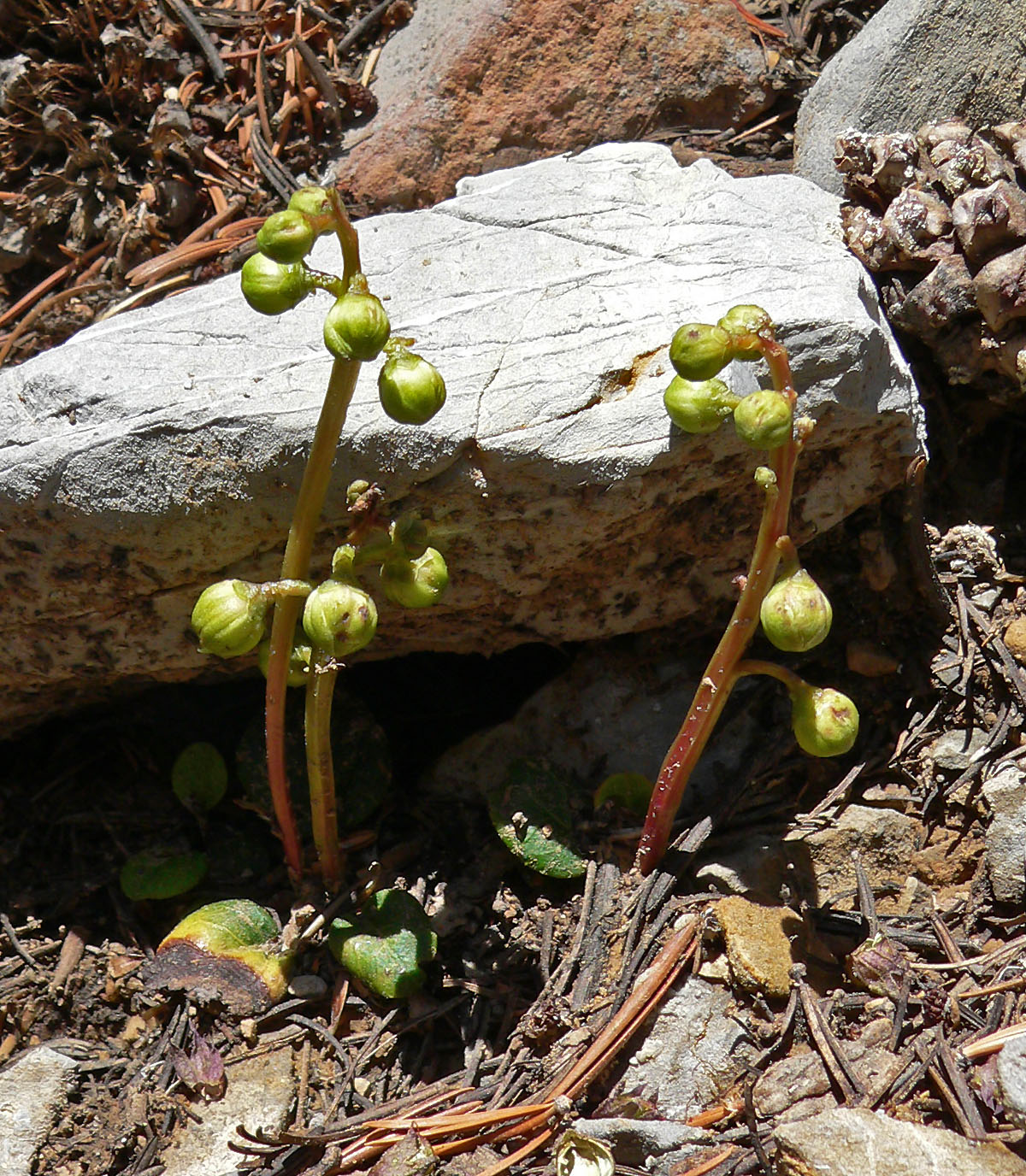
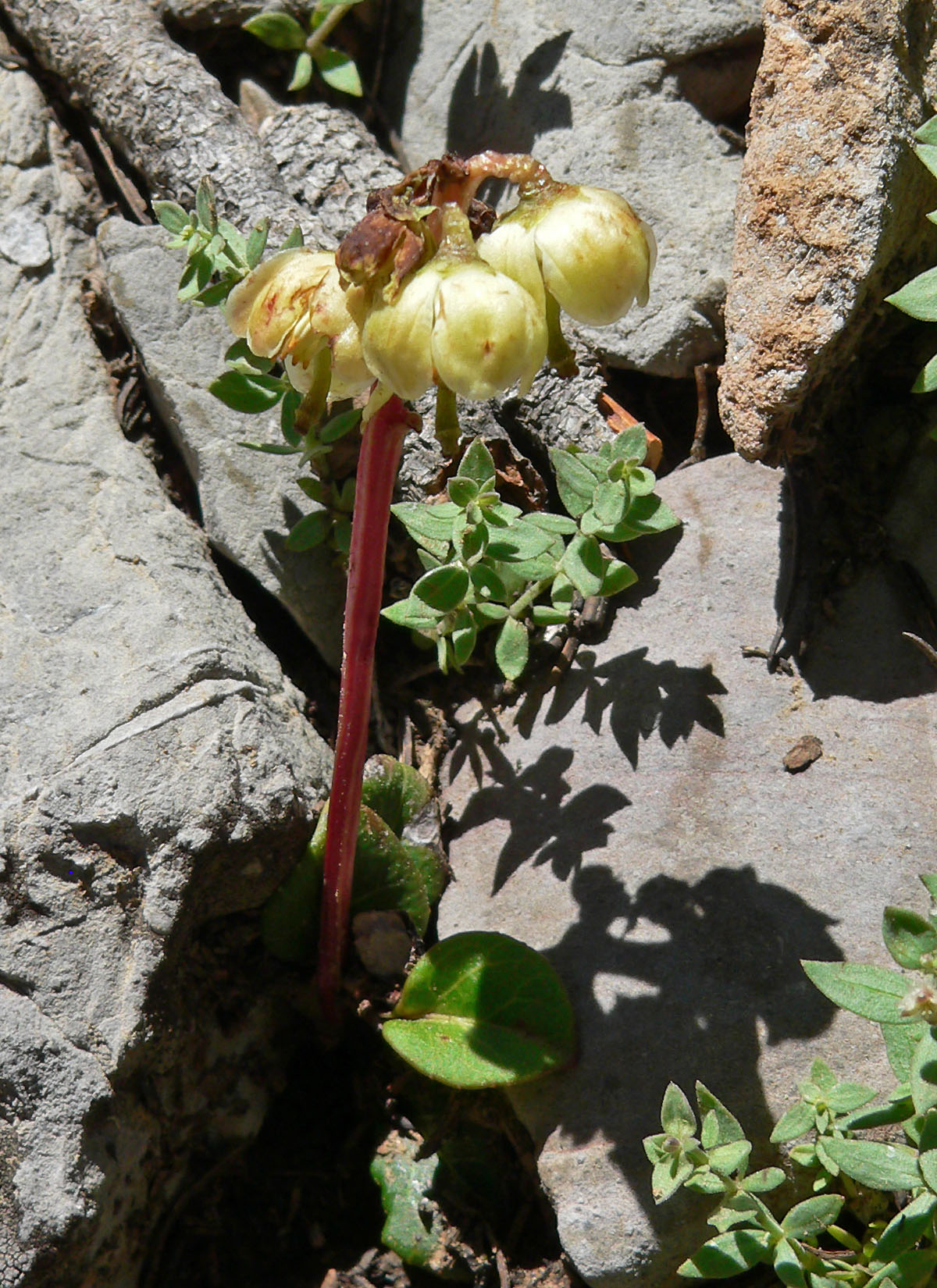